# Brücke von Oberzeiring

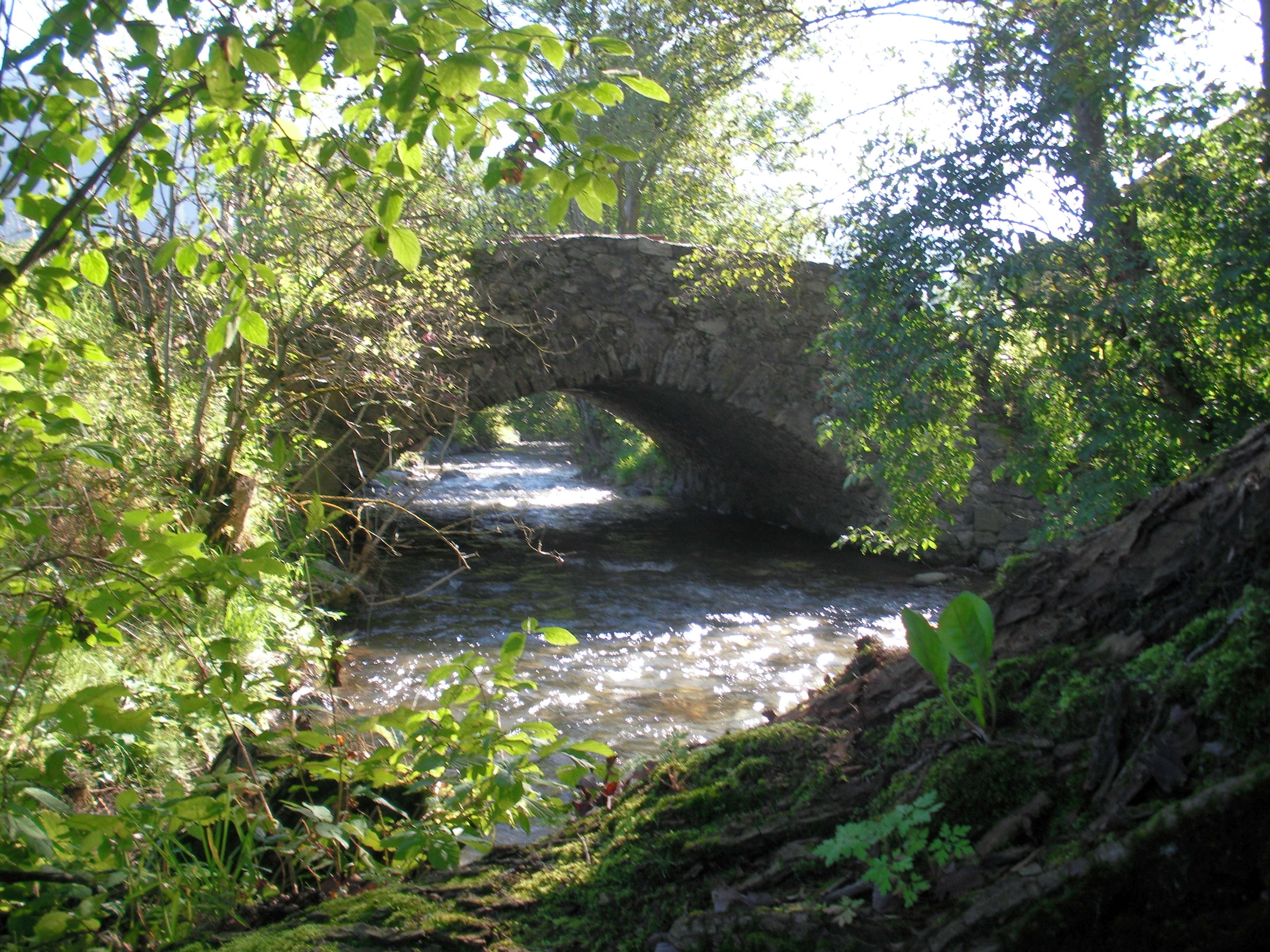
Römerbrücke von Oberzeiring

Die Brücke von Oberzeiring überspannt den Blabach in Oberzeiring, 20 km nordwestlich von Judenburg (Steiermark, Österreich). Die sogenannte „Römerbrücke“, bestehend aus einem gemauerten Steinbogen, stammt vermutlich aus der Römerzeit und steht unter Denkmalschutz.

## Lage
Die Römerbrücke verbindet die Gemeinden Oberzeiring und Pöls-Oberkurzheim, KG Unterzeiring über den Blabach.

## Datierung
Die Datierung der Brücke ist unsicher. Bereits weit vor der Römerzeit war Oberzeiring besiedelt. Eine alte römische Hauptstraße, die „Via Norica“ führte zumindest unmittelbar an der Siedlung in Unterzeiring vorbei. Manche Autoren bezeichneten Unterzeiring mit dem römischen Ortsnamen Viscella, was aber wohl nicht richtig ist.